# Edelsitz Moosinning

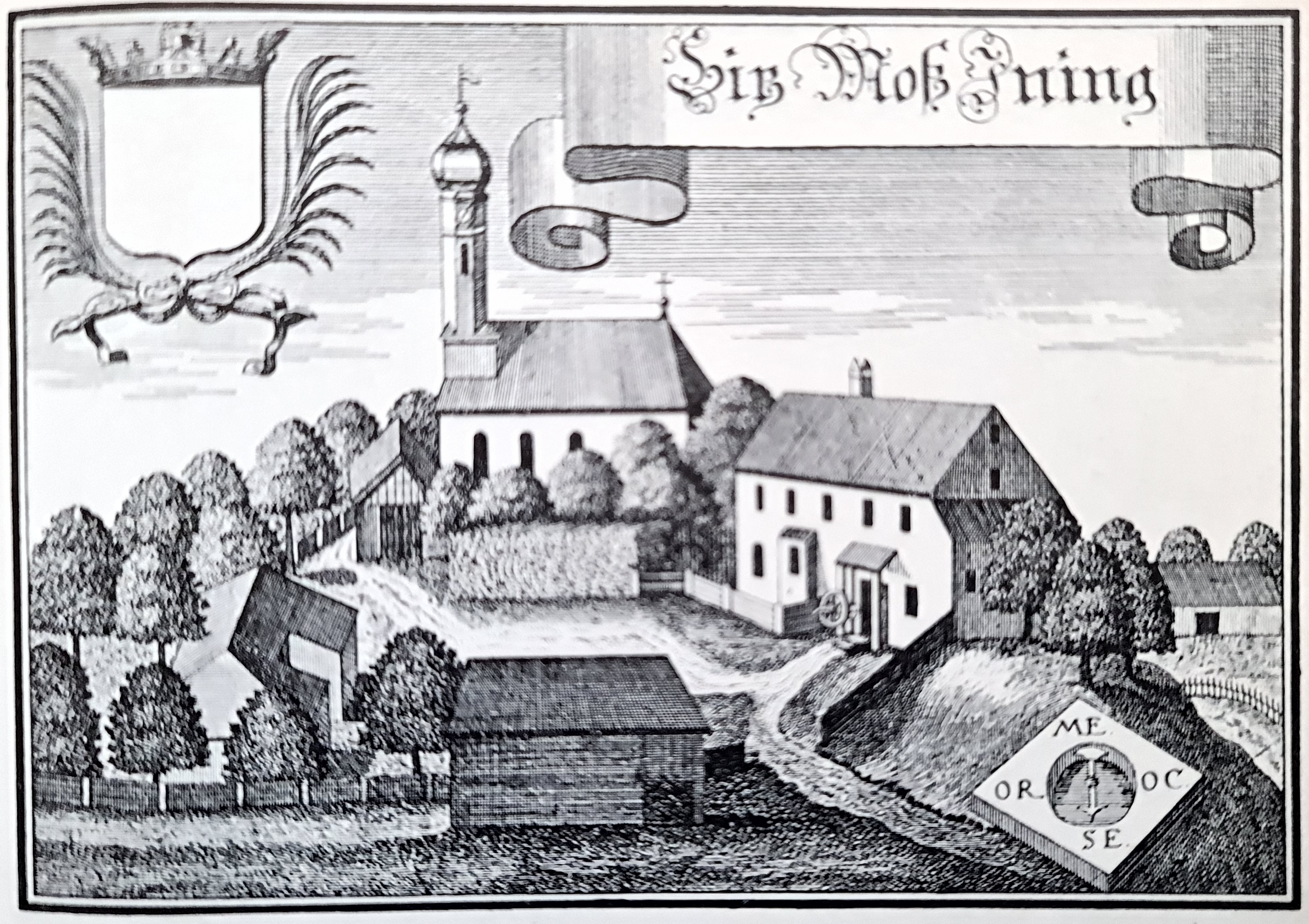
Michael Wening: Edelsitz Moosinning um 1700

Der Edelsitz Moosinning ist ein abgegangener Edelsitz in Moosinning im Landkreis Erding.

## Geschichte
Moosinning wird als Besitz des Reichsstifts St. Emmeram 1031 als „Inning“ erstmals urkundlich erwähnt. 
Der Ort war Sitz einer Propstei von St. Emmeram und mit diesem als Grund- und zum Teil auch als Niedergerichtsherrschaft bis zur Säkularisation 1803 eng verbunden. Ab 1353 war die Probstei an weltliche Adelige vergeben, als erster wird Hugo von Lengfeld genannt, von 1454 bis 1544 waren die Pröbste aus der Familie Thanhauser. Das Probsteihaus oder Schloss wurde in der frühen Neuzeit als Edelsitz Moosinning bezeichnet, so von Michael Wening in seinem Kupferstich um 1700. 
Moosinning gehörte landesherrlich zum Rentamt Landshut und zum Landgericht Erding des Kurfürstentums Bayern. Die Propstei wurde nach der Säkularisation in Bayern 1803 erst 1810 aufgelöst, als der kurzzeitige Besitzer, das Fürstentum Regensburg, in das Königreich Bayern eingegliedert wurde. Als letzter Probstrichter fungierte 1808 Jakob Bleichner. Das Schloss gelangte 1812 in den Besitz der Gemeinde und verfiel.
Der Edelsitz ist als Bodendenkmal unter der Nummer D-1-7737-0354 als abgegangener Edelsitz der frühen Neuzeit (Sitz Moosinning) erfasst.